# Peperomia polybotrya
Espèce
Peperomia polybotrya est une espèce de plantes à fleurs de la famille des Piperacées originaire d'Amérique du Sud.